# Brandon Gay
Brandon Gay (* 8. August 1982 in Houston, Texas) ist ein US-amerikanischer Basketballspieler. Nach dem Studium in seinem Heimatland spielte Gay als Profi in Europa. Nach zwei Jahren beim deutschen Verein TBB Trier spielte er vier Spielzeiten in Belgien, bevor er über Georgien zum Szolnoki Olaj KK aus Ungarn kam, für den er seit 2011 spielt und mit dem er das Final-Four-Turnier der EuroChallenge 2011/12 erreichte.

## Karriere
Nach der High School schrieb sich Gay im Jahr 2000 an der University of Southern Mississippi ein. Nachdem er im ersten Jahr von Meisterschaftsspielen der Hochschulmannschaft Golden Eagles ausgesetzt hatte, entschied er sich im folgenden Jahr nach wenigen Spielen, die Hochschule zu verlassen. Er setzte sein Studium zunächst am Seward County Community College in Liberal (Kansas) fort, wo er erfolgreich für deren Hochschulmannschaft Saints in der „National Junior Collegiate Athletic Association“ (NJCAA) spielte und zum „MVP“ der Jayhawk West Conference 2002/03 ernannt wurde. Danach setzte er sein Studium an der University of San Diego fort und wurde erneut in der Division I der NCAA aktiv, als er die folgenden beiden Jahre für die Hochschulmannschaft Toreros in der West Coast Conference (WCC) spielte. Die Toreros, die zuvor 2003 erstmals das Meisterschaftsturnier der WCC gewonnen hatten und sich für die NCAA Division I Basketball Championship qualifiziert hatten, konnten diesen Erfolg in den folgenden beiden Spielzeiten nicht wiederholen und sich damit auch nicht für eine Endrunde qualifizieren.
2005 begann Gay eine Profikarriere in Europa beim deutschen Erstligisten TBB Trier in der Basketball-Bundesliga. In der Saison 2005/06 verpasste man nur knapp wegen des schlechteren direkten Vergleichs den Einzug in die Play-offs um die deutsche Meisterschaft. Nach einer eher enttäuschenden zweiten Spielzeit mit dem TBB wechselte Gay 2007 zum belgischen Pokalsieger Giants nach Antwerpen. Nach einer enttäuschenden ersten Spielzeit, in der man die Meisterschafts-Play-offs verpasste, schied man zweimal in der Halbfinalserie der Meisterschafts-Play-offs aus. Für die Saison 2010/11 wechselte Gay zum Ligakonkurrenten RBC aus Pepinster, der zuvor nur knapp die Play-offs verpasst hatte, jedoch am Saisonende erneut am Einzug in die Play-offs scheiterte. Für die darauffolgende Spielzeit wechselte Gay zum BK Sochumi aus Georgien, der in der Hauptstadt Tiflis spielte. Dieser hatte zuvor mit Gays Landsleuten Marc Salyers und Frank Robinson weitere namhafte Spieler verpflichtet. Jedoch scheiterte man bereits deutlich in der Qualifikation zur EuroChallenge 2011/12, worauf es zu Streitigkeiten bei der Bezahlung der „Legionäre“ kam. Letzten Endes wurden die genannten Spieler freigestellt.
Gay schloss sich nach dem „georgischen Abenteuer“ Ende 2011 dem ungarischen Meister Olaj KK aus Szolnok an. Mit dieser Mannschaft war Gay nun für eine ungarische Mannschaft außergewöhnlich erfolgreich in der EuroChallenge 2011/12 und erreichte mit ihr das Final-Four-Turnier, für das sich der Verein als Ausrichter bewarb und das Turnier in Debrecen ausrichtete. Hier scheiterte man nur knapp gegen den späteren Turniersieger Beşiktaş Milangaz im Halbfinale mit vier Punkten Unterschied und belegte am Ende den vierten Platz. Nach einem erneuten Double in den nationalen Titelkämpfen schied man in der EuroChallenge 2012/13 knapp in der Runde der besten 16 Mannschaften aus.